# Trillium sessile
Espèce
Classification APG II (2003)
Trillium sessile est une plante herbacée, vivace et rhizomateuse de la famille des Liliaceae (classification classique) ou des Melanthiaceae (classification APG II, 2003).

## Description
Cette plante originaire du nord-est et le centre des États-Unis fleurit au printemps dans les forêts alluviales et le long des rivières en sol calcaire. Les pétales elliptiques de 0,5 à 2 cm à odeur épicée sont marron, parfois verdâtres. Les feuilles obovales-lancéolées ont des taches argentées peu marquées dans leur jeunesse. Le fruit est une baie pourprée.

## Aire de répartition
Ohio, Indiana, Kentucky, Missouri, et çà et là plus au sud et à l’est.

## Divers
En anglais son nom est Toadshade, Sessile Trillium. La forme viridiflorum Beyer est à fleur jaunâtre.

## Sources
- Frederick W. Case, Jr. & Roberta B. Case, Trilliums, Timber Press, 1997  (ISBN 0-88192-374-5)